# 아키 마사토시
아키 마사토시(일본어: 安藝 正俊, 1990년 7월 9일 ~ )는 일본의 축구 선수이다.

## 구단 경력
과거 SC 사가미하라에서 활동하였다.